# Felicjan Kowarski

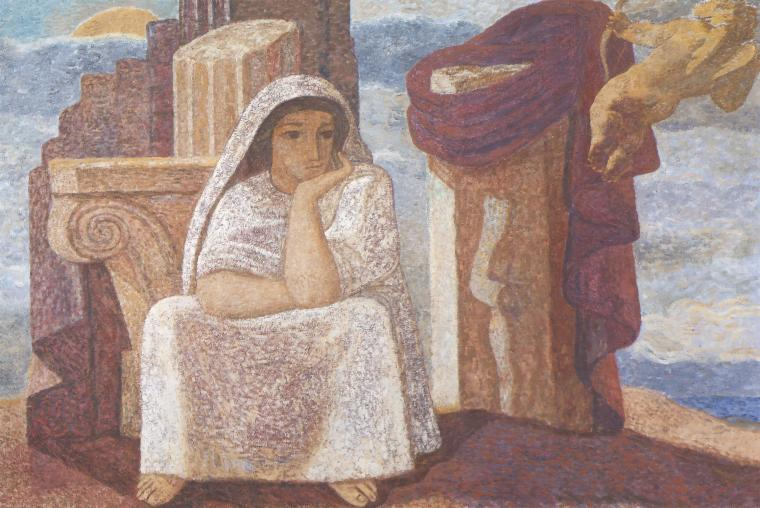
Elektra (1947)

Felicjan Kowarski (1890. november 8. – 1948. szeptember 22.) lengyel festő és szobrász, aki főként monumentális fal- és mennyezetfestményeiről ismert. Művei az 1936. évi nyári olimpiai játékok művészeti versenyének festészeti versenyszámában szerepeltek.

## Élete
1902 és 1908 között az odesszai művészeti iskolában tanult festészetet. Ezt követően 1910 és 1918 között a szentpétervári Cári Művészeti Akadémián Dmitrij Nyikolajevics Kardovszkijnél, majd 1918 és 1920 között a Müncheni Képzőművészeti Akadémián folytatta a tanulmányait. 1920-ban visszatért Lengyelországba. Eleinte Toruńban élt. Itt vezette Leonard Pękalskival a Sztuka művészeti csoportot.
1923-tól 1929-ig a Krakkói Képzőművészeti Akadémia professzora volt. Krakkóban tagja lett a Rytm helyi művészcsoportnak. 1930-tól a varsói Képzőművészeti Akadémián tanított.
Tanítványai közé tartozott Zofia Matuszczyk-Cygańska és Jan Betley.
Stílusa a barokk és a romantikus művészeti formákból merített. Az építészeti motívumokhoz kapcsolódóan vagy a dekoratív festészetben született alkotásaira a fegyelmezett formanyelvű monumentalista alkotások voltak jellemzőek.
Többször kiállították az alkotásait Krakkóban, Lembergben és Varsóban, valamint külföldön is: Bécsban, Velencében, Párizsban, Berlinben. A krakkói, poznańi és varsói nemzeti múzeumok és a Lengyel Nemzeti Bank vásárolta meg a festményeit. A krakkói várban készített mennyezetfestményéért kitüntetést kapott.

## Fordítás
- Ez a szócikk részben vagy egészben  a   Felicjan Kowarski című német Wikipédia-szócikk ezen változatának fordításán alapul.  Az eredeti cikk szerkesztőit annak laptörténete sorolja fel. Ez a jelzés csupán a megfogalmazás eredetét és a szerzői jogokat jelzi, nem szolgál a cikkben szereplő információk forrásmegjelöléseként.